# Cocoa
Cocoa é uma API, ou seja, uma interface de programação de aplicativos para computadores da Apple e seu sistema operacional macOS X e macOS 11 Big Sur.
É uma das cinco maiores APIs disponíveis para Mac OS X; os outros são Carbon, Toolbox (para o ambiente clássico), POSIX (para o ambiente BSD) e Java. Os ambientes Perl, Python e Ruby são considerados ambientes menores por serem de menor utilização.

## Implementações
O framework Cocoa é escrito em Objective-C, e é a linguagem de programação preferida pelos programadores de aplicações para o Cocoa. Bindings (traduzido em português como vínculo) para linguagem Java são muito populares entre os desenvolvedores que programam em Java para o Cocoa.
Bindings para outras linguagens: 
- Python - PyObjC
- Ruby - RubyCocoa
- Perl - CamelBones
- C# - Cocoa#
- Objective-Basic - ObjB